# JoJo Billingsley
Pour les articles homonymes, voir Jojo et Billingsley (homonymie).
Deborah "JoJo" Billingsley, de son nom d'épouse Deborah Jo White, est une chanteuse nord-américaine née à Memphis le 28 mai 1952 et morte à Cullman . JoJo Billingsley est à partir de décembre 1975 une des trois choristes de Lynyrd Skynyrd en compagnie de Cassie Gaines et Leslie Hawkins, le trio étant officieusement surnommé les Honkettes par Ronnie Van Zant. Le surnom "JoJo" lui est attribué par Ronnie Van Zant pour éviter toute confusion avec le technicien du groupe Joe Osborne. Sa dernière apparition sur scène avec Lynyrd Skynyrd a lieu le 29 août 1977 à l'Aladdin Theatre de Las Vegas avant qu'elle ne quitte temporairement le groupe victime d'un virus à l'estomac et d'un très grand état de fatigue générale.

## L'accident du 20 octobre 1977 et le rêve prémonitoire
Le 18 octobre 1977, Ronnie Van Zant demande lors d'un entretien téléphonique avec insistance à JoJo Billingsley de revenir prendre sa place de choriste au sein de Lynyrd Skynyrd. Jo Jo Billingsley donne une réponse positive et s'apprêtait à rejoindre le groupe à Little Rock pour un concert programmé le 22 octobre 1977 lorsque dans la nuit du 18 au 19 octobre 1977, elle visualise lors d'un rêve prémonitoire le crash de l'avion transportant Lynyrd Skynyrd.
Paniquée et persuadée de l'authenticité de son rêve/cauchemar, elle essaye de rentrer en contact avec le groupe et son management et réussit à joindre au téléphone le guitariste Allen Collins le 19 octobre 1977. Après avoir écouté JoJo Billingsley lui décrire son rêve, Allen Collins lui répond avoir vu des flammes s'échapper d'un des moteurs du Convair 240 immatriculé N55VM lors de plusieurs vols récents. Le lendemain 20 octobre 1977, l'avion s'écrase causant la mort de six personnes dont Ronnie Van Zant, Steve Gaines et Cassie Gaines.

## Après Lynyrd Skynyrd
JoJo Billingsley poursuit sa carrière de chanteuse en rejoignant Alias (en), groupe qui publia en 1979 sur le label Mercury Records un album intitulé Contraband. Parmi les musiciens participant à l'enregistrement de cet album figurent Billy Powell, Leon Wilkeson et Artimus Pyle, tous trois anciens membres de Lynyrd Skynyrd.

## Born Again Christian
Après avoir été agressée en 1980 par un technicien de l'Atlanta Rhythm Section, JoJo Billingsley devient une "born again christian" et rejoint la Spirit Life Church. Mariée et mère de famille, elle enregistre sous son nom d'épouse Deborah Jo White ou Deborah Jo Billingsley White plusieurs albums auto-produits de gospel religieux.

## Mort
Billingsley meurt à Cullman le 24 juin 2010, des suites d’un cancer, à l’âge de 58 ans.